# Лечебная гипертермия
Лечебная гипертермия — метод лечения онкологических заболеваний (злокачественных опухолей), при котором тело пациента, его участки, или отдельные органы подвергаются воздействию высокой температуры (свыше 39°С, вплоть до 44—45°С), в результате чего повышается эффективность применения лучевой или химиотерапии, либо радиотерапии. Принцип метода основан на том, что повышение температуры имеет различное воздействие на нормальные и опухолевые ткани. Гипертермия в тканях опухоли ведет к тепловому повреждению и разрушению дефектных клеток, тогда как здоровые клетки остаются целы. В СССР использование гипертермии в медицине первым начал профессор Ф.В. Баллюзек из Ленинграда.
Эта технология имеет ограниченное распространение из-за высокой технической сложности и неясности механизмов воздействия на заболевание.

## Виды лечебной гипертермии
- Местная, локальная гипертермия — нагревание определенной области тела, не ограниченной анатомически. Подразделяется на электромагнитную, магнитную и электрогипертермию.
- Регионарная гипертермия — нагревание определенного, анатомически ограниченного региона методом перфузии гипертермической жидкости. Обычно выполняется в виде термохимиотерапии.
- Общая гипертермия, или гипертермия всего тела.

## История лечебной гипертермии
Гипертермия, как метод лечения, была известна ещё в глубокой древности. Индийские аюрведические трактаты, датируемые X—VIII вв. до н. э., содержат упоминания о методе, который без натяжки можно отнести к локальной онкологической гипертермии: речь идет о прикладывании нагретого камня при опухолях в животе. В древней Греции гипертермию практиковали знающе и методично, называя это лечение «перегреванием», что на греческом и называется «гипертермией». Древнегреческий философ Парменид (540—480 гг. до н. э.) заявил: «Дайте мне власть вызывать лихорадку, и я вылечу любую болезнь».
Во второй половине XX века Манфред фон Арденне и Николай Александров установили, что перегрев популяций злокачественных клеток резко увеличивает вероятность их гибели при воздействии лучевой и химиотерапии. Для нагрева пациента помещали в специальную ванну и с помощью водоструйных устройств обливали нагретой водой, добиваясь повышения температуры его тела до 42—43°С. Голова пациента охлаждалась специальным шлемом. Длительность процедуры примерно около 6 часов.

## СВЧ-гипертермия
Под руководством академика АН СССР Н. Д. Девяткова и доктора технических наук Э. А. Гельвича в НПО «Исток» (г. Фрязино Московской обл.) были разработаны теоретические основы СВЧ-гипертемии, при которой нагрев тела пациента осуществлялся с помощью СВЧ-энергии, когда опухоль прогревается во всем объёме без применения воды. Тепловая энергия при СВЧ-гипертермии выделяется в самих тканях, а не подводится конвективно снаружи, исключается перегрев кожного покрова и приповерхностных тканей.
Первая установка СВЧ-гипертермии («Яхта-2») была создана в 1970 году. Она имела рабочую частоту 2450 МГц и предназначалась для гипертермии опухолей кожи и подкожных новообразований. В настоящее время установки для СВЧ-гипертермии имеют все необходимые разрешения для медицинского применения и выпускаются ФГУП «НПП „Исток“».

## Эффективность
В Соединенных Штатах Америки исследования, проведенные в лидирующих медицинских учреждениях страны, в том числе в университете Дьюка, и онкологическом центре имени Андерсена, показали, что лечение опухолей только лучевой терапией дало положительную реакцию, в среднем, в 30 процентах случаев, тогда как соответствующие показатели лечения лучевой терапией в сочетании с гипертермией равнялись 70 процентам.
В последнее десятилетие лечение гипертермией в сочетании с радиацей используется с намерением полного излечения пациентов при ранних стадиях онкологических заболеваний груди, головы и шеи, простаты. В своих наблюдениях американский врач Джеймс Бичер задокументировал положительную реакцию на лечение гипертермией в сочетании с лучевой терапией в 82 процентах случаев при злокачественных опухолях груди, 88 процентах — при опухолях головы и шеи, 93 процентах — при опухолях простаты. Предполагаемая пятилетняя выживаемость пациентов составила 80 процентов для прошедших лечение опухолей груди, 88 процентов — при злокачественных опухолях головы и шеи, 87 процентов — при опухолях простаты.

## Критика
Согласно сообщениям СМИ, процедура искусственной гипертермии запрещена Минздравом РФ.
За более чем 50 лет интенсивного развития, несмотря на наличие почти 10 000 публикаций (по данным PubMed), 50 монографий и руководств и 900 клинических исследований, гипертермия так и не вошла в практику онкологии. В США, мировом лидере по количеству и объему гипертермических исследований, ни одно устройство для глубокой гипертермии до сих пор не разрешено к клиническому применению (только для исследовательских и гуманитарных целей),. Хотя в 80-90 годы гипертермические программы имели практически все ведущие университеты США, в настоящее время они сохранились только в частном университете Дьюка при поддержке производителя гипертермического оборудования BSD Medical Corporation, и в маленьком частном институте Джеймса Бичера Beecher Cancer Institute.
Единственной рекомендацией для применения гипертермии в США является «возможность» её применения при рецидивном локорегиональном раке молочной железы (рак грудной стенки) после неудачи хирургического или лучевого лечения, то есть как терапии 3-4 линии (терапии «последней надежды»). Включение данной рекомендации в руководство «Всеобщей национальной онкологической сети» (NCCN, США) в 2007 г. вызвало значительные дискуссии и противоречия между членами комитета NCCN, и стало рекомендацией 3 категории (основанной на любом уровне доказательности при значительных несогласиях). В частности, Берил МакКормик из отделения радиационной онкологии Мемориального центра Слоан-Кеттеринг была против. Европейские рекомендации исчерпываются применением гипертермии в составе комплексной терапии местнораспространенного рака шейки матки, разрешенным Министерством здравоохранения Нидерландов около 2005 г.
В России действуют рекомендации по терморадиотерапии рака простаты, лечению поздних лучевых повреждений и многокомпонентным программам лечения рака шейки матки, вульвы, влагалища и прямой кишки в условиях радиосенсибилизирующего действия локальной лазерной гипертермии. Нет сведений о применении этих методик за пределами институтов-разработчиков. Других рекомендаций по применению гипертермии в мире не существует (за исключением Японии).
Существует мнение, что безуспешность внедрения гипертермии отражает присущие ей внутренние ограничения,. В частности, экстремальная гипертермия (≥42 °C) невозможна по причине лимитирующей токсичности,, а умеренная гипертермия (<42 °C) как радио- и химиомодификатор неэффективна по причине недостаточного и кратковременного улучшения перфузии и оксигенации опухоли,.
Изучение рандомизированных клинических исследований (РКИ) по электромагнитной гипертермии, выполненных после 1990 г., показало, что из 14 таких РКИ, результаты 9 признаны отрицательными самими авторами,,,,,,, (в группах рака прямой кишки и рака мочевого пузыря). Промежуточные результаты в РКИ по общей гипертермии были провальными (вдвое меньшая частота ремиссии и достоверное снижение общей и безрецидивной выживаемости в группе гипертермии), и привели к прекращению исследования. Все 5 РКИ, результаты которых признаны авторами позитивными, несли серьезные искажения, с учетом которых их результаты становятся сомнительными или отрицательными. В частности, в исследовании по саркомам мягких тканей Issels et al. интенсивность базового лечения в группе гипертермии была вдвое выше, чем в контрольной группе, при этом прирост клинической эффективности (частичная ремиссия) не превышал 15 %, притом лучшие результаты в группе гипертермии были значительно хуже, чем даже в контрольной группе аналогичного по предмету исследования SMAC, а выживаемость достоверно не изменялась. В ряде исследований использовался неадекватный контроль,,, в связи с чем, например, 5-летняя выживаемость при раке шейки матки в контрольной группе исследования van der Zee et al. была почти вдвое ниже (23 % против 40-45 %), чем в исследованиях с применением стандартной радиотерапии, притом 5-летняя выживаемость в группе гипертермии составила 41 % и была ниже, чем в радиотерапевтических исследованиях с адекватной дозой (45-48 %),. Применение гипертермии при раке шейки матки на фоне адекватной радиотерапии не показало достоверных отличий по локальному контролю, но 5-летняя выживаемость в группе гипертермии была хуже, причем в группе IIb — достоверно хуже. Имели место также дефекты рандомизации,,, неполное преставление данных,,, и неадекватный анализ,,,,.
Еще в 1987, Хорнбак писал:
«Клиническая гипертермия сегодня является трудозатратной процедурой, выполняемой при помощи относительно грубых средств, неточным методом лечения, имеющим множество внутренне присущих ему технических проблем. Конечно, эта область предоставляет частным радиоонкологам отличную возможность для исследований. Если кто-то хочет потратить время и силы на участие в клинических исследованиях в этой интересной, сложной, раздражающей и не слишком научной области, их следует поощрять. Эта область не без рисков и разочарований, но многим пациентам с рецидивами или поздними стадиями рака, рефрактерным к стандартным методам лечения, гипертермия, безусловно, может помочь. Она не является, как многие предполагают, четвертым базовым методом лечения рака после хирургии, радиотерапии и химиотерапии. Это, возможно, инновационная, но все еще экспериментальная форма терапии, в которой еще очень многое предстоит изучить».
В целом, по прошествии почти 30 лет после этих слов гипертермия остается экспериментальной дисциплиной с неясными клиническими перспективами. Поскольку гипертермия, в общем, не улучшает результатов, полученных при стандартном лечении по эффективным протоколам, но существенно усиливает токсичность, есть сомнение в её полезности вообще, так как равный или лучший эффект может быть получен при применении стандартной терапии с более низкой токсичностью и меньшими трудозатратами.
В исследовании Джеймса Бичера гипертермия применялась в сочетании с высокоэффективной, гиперфракционированной радиотерапией (расщепление на 2-3 дозы в день по наиболее эффективным протоколам), которая сама по себе обладает высокой эффективностью на ранних стадиях рака (70-100 %). В отсутствие контроля (открытое исследование без контроля) невозможно судить о вкладе гипертермии в суммарный клинический эффект.
Ссылка на руководство по радиотерапии Perez с соавт. 1989 г. издания отражает точку зрения 80-х годов на основе данных предварительных, нерандомизированных исследований. Достоверность этих результатов давно поставлена под сомнение, так как фактически они были опровергнуты провалом всех больших рандомизированных исследований 90-х годов. В частности, в рандомизированном исследовании RTOG III фазы частота полной локальной ремиссии снизилась более чем вдвое — с 68 % до 32 %, — по сравнению с нерандомизированным исследованием II фазы, и достоверно не отличалась от контроля (30 %).